# Крушинський Станіслав Йосипович
Круши́нський Станісла́в Йо́сипович (7 (20) травня 1914 , Фастів, Київська губернія, Російська імперія  — 20 листопада 1985 , Київ ) — український радянський архітектор, лауреат премії Ради Міністрів СРСР.

## Біографія
Народився у Фастові (нині — Київська область, Україна), у дворічному віці залишився сиротою. Закінчив семирічну школу в селі Фастівець. У 1920-х роках після закінчення короткострокових курсів став вчителювати. Недовзі переїхав на північ Росії, працював каменярем та вантажником у порту Кем, був рибалкою на Білому морі. 
Учасник Німецько-радянської війни, був призваний у Червону армію в квітні 1941 року в Казахстані, пройшов від Сталінграда до Берліна, повернувся з фронту з бойовими нагородами. 
З 1945 року жив у Києві. Станіслав Крушинський не мав вищої освіти. Однак його фронтові замальовки фактично стали рекомендацією для прийому на роботу архітектором до проєктного інституту «Київдіпротранс» (до 1951 року — «Київтрансвузолпроект»). З 1945 року він займався проєктуванням залізничних вокзалів Радянського Союзу. Постійно займався самоосвітою, набував знання та досвід, брав участь у творчих архітектурних конкурсах. Крушинський є автором вокзалів станцій Імені Тараса Шевченка, Знам'янка-Пасажирська та Основа Одеської залізниці (усі 1950–1952, архітектори Георгій Домашенко, Геннадій Гранаткін, Станіслав Крушинський). 
У 1958 році на відкритому конкурсі архітектурного оформлення станцій першої черги Київського метрополітену було обрано переможцями два проєкти інституту «Київдіпротранс»: станція «Арсенальна» — архітектори Геннадій Гранаткін, Станіслав Крушинський, Наталія Щукіна та «Дніпро» — архітектори Слава Павловський, Геннадій Гранаткін, Анатолій Ігнащенко, Петро Красицький, Станіслав Крушинський. Також Станіслав Крушинський є одним зі співавторів станції метро «Хрещатик».
У 1973 році Станіслав Крушинський у складі творчого колективу став лауреатом премії Ради Міністрів СРСР за проєкт автобусно-залізничного вокзалу Челябінська.
Станіслав Крушинський багато подорожував по країні. Свої враження від подорожей втілював у живописних творах, був членом Київського клубу художників-аматорів. У червні 1982 році в київському Будинку архітекторів відбулася його персональна виставка живописних робіт.

## Сім'я
- Син — Анатолій Крушинський — український архітектор, автор багатьох станцій Київського метрополітену.
- Онука — Олена Крушинська — хімік, дослідниця та популяризатор дерев'яних храмів України.

## Зображення

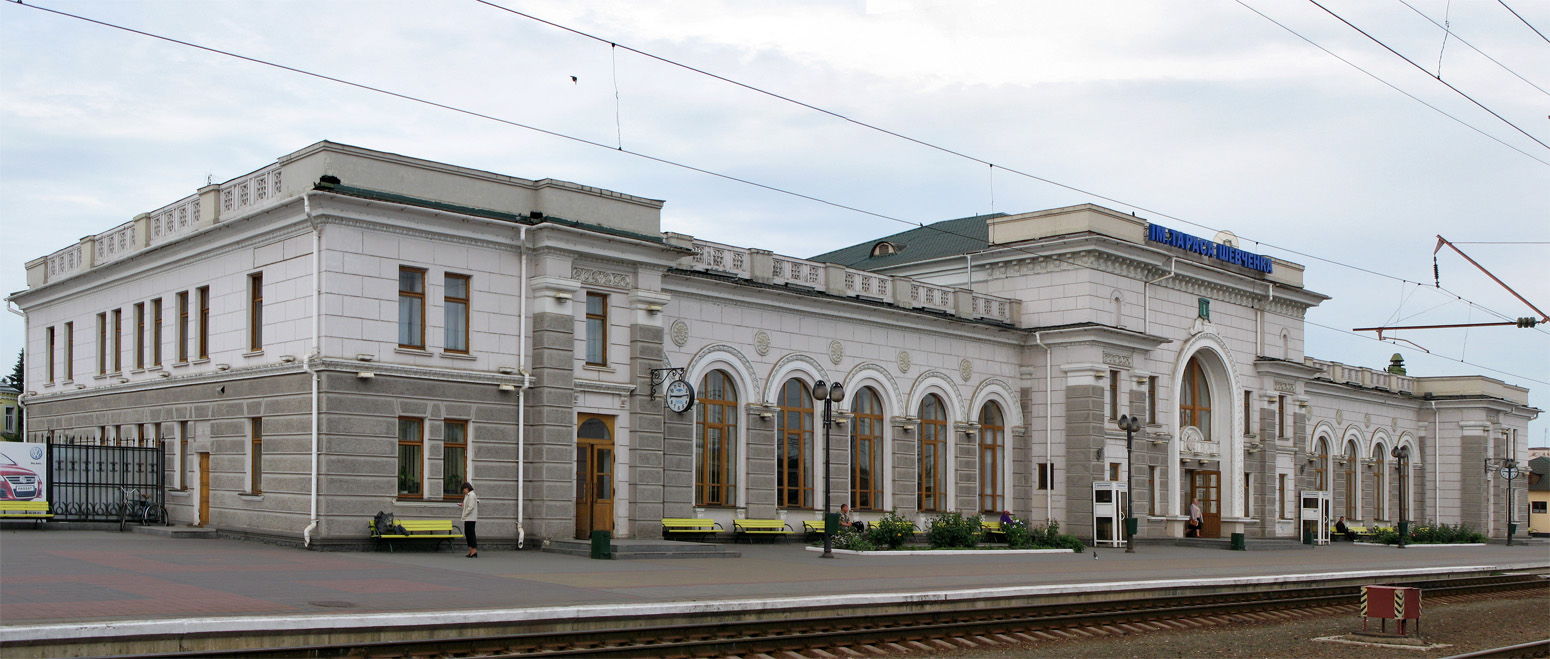
Вокзал станції Імені Тараса Шевченка
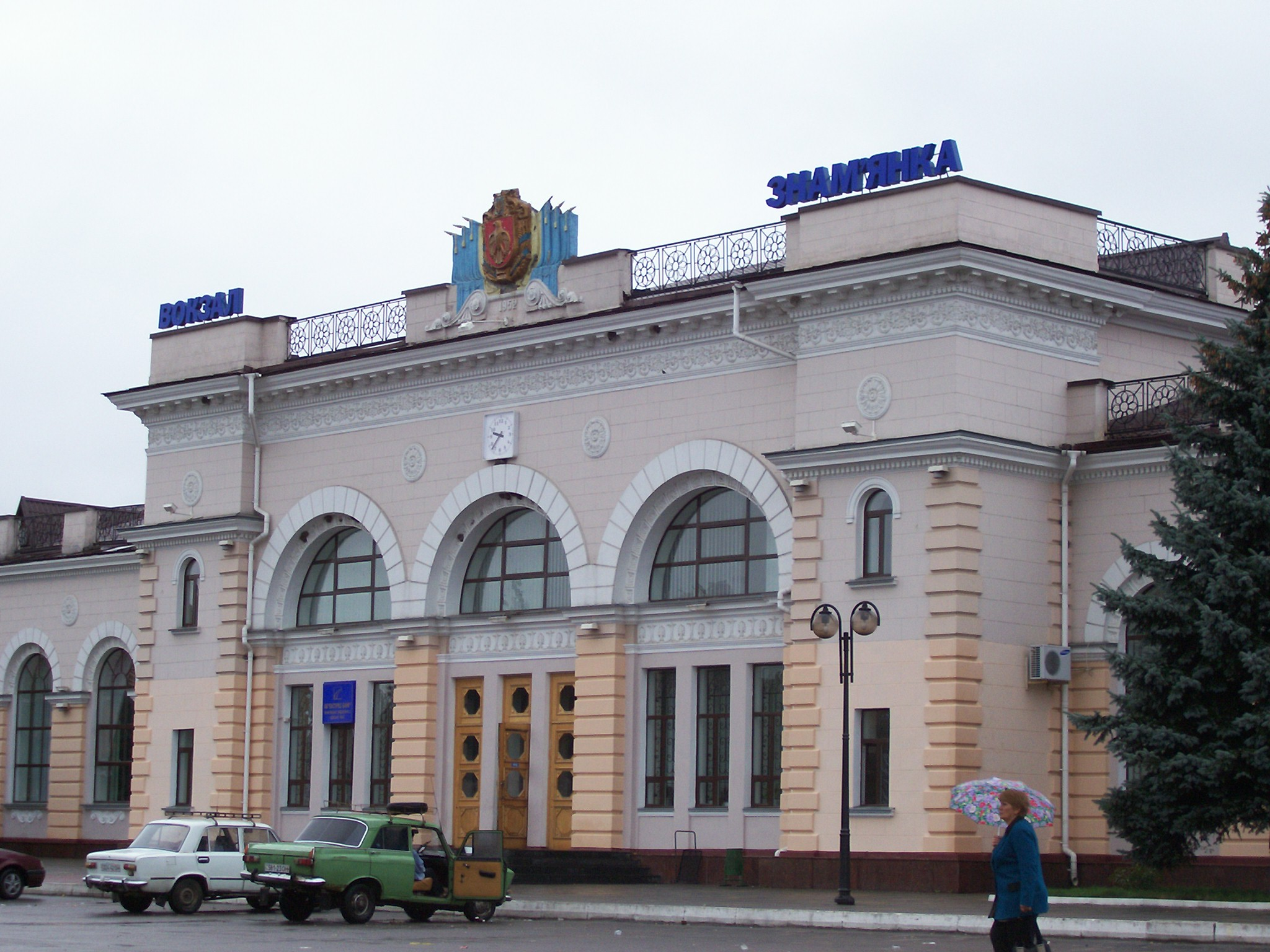
Вокзал станції Знам'янка-Пасажирська
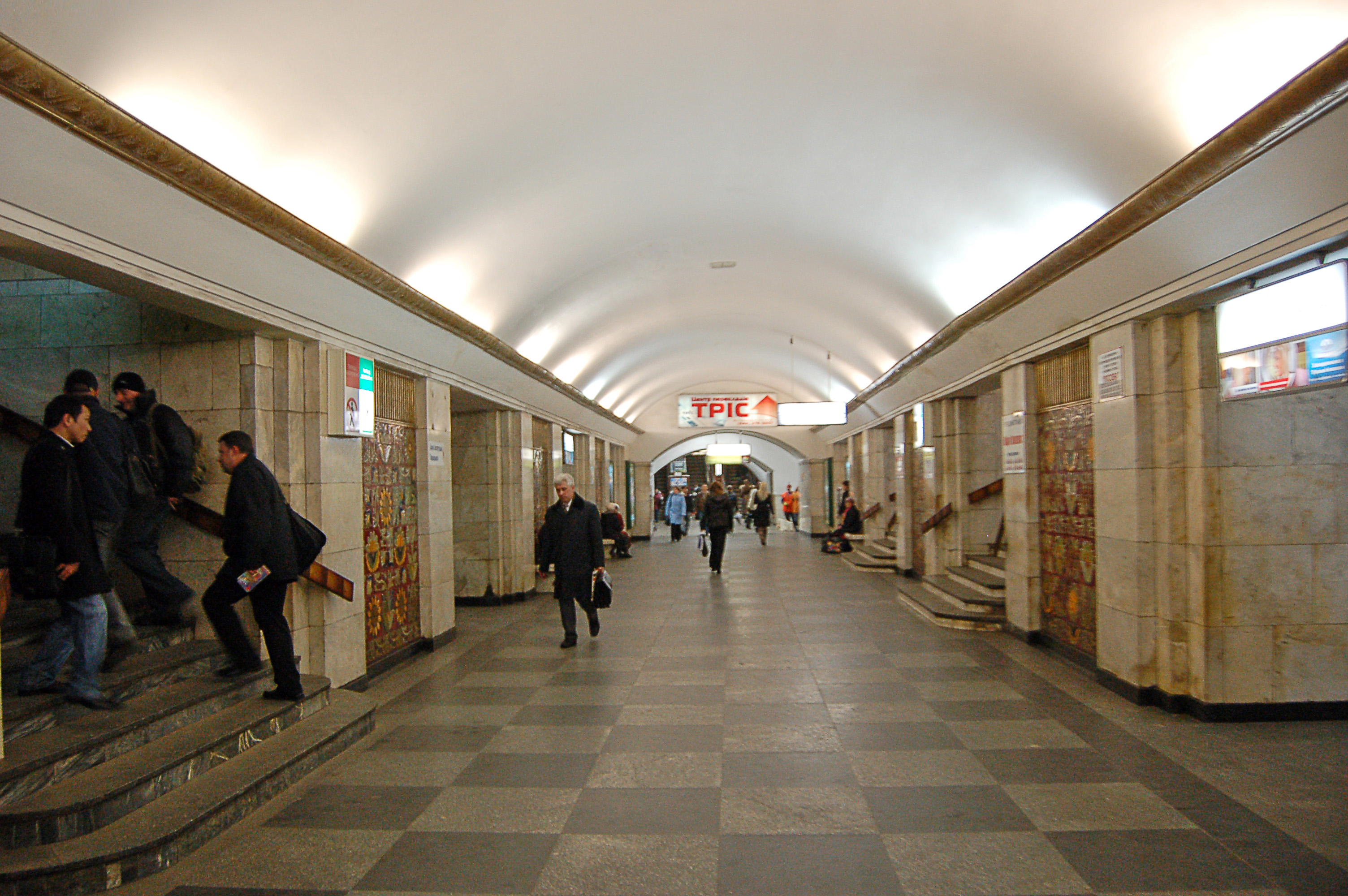
Станція метро «Хрещатик»
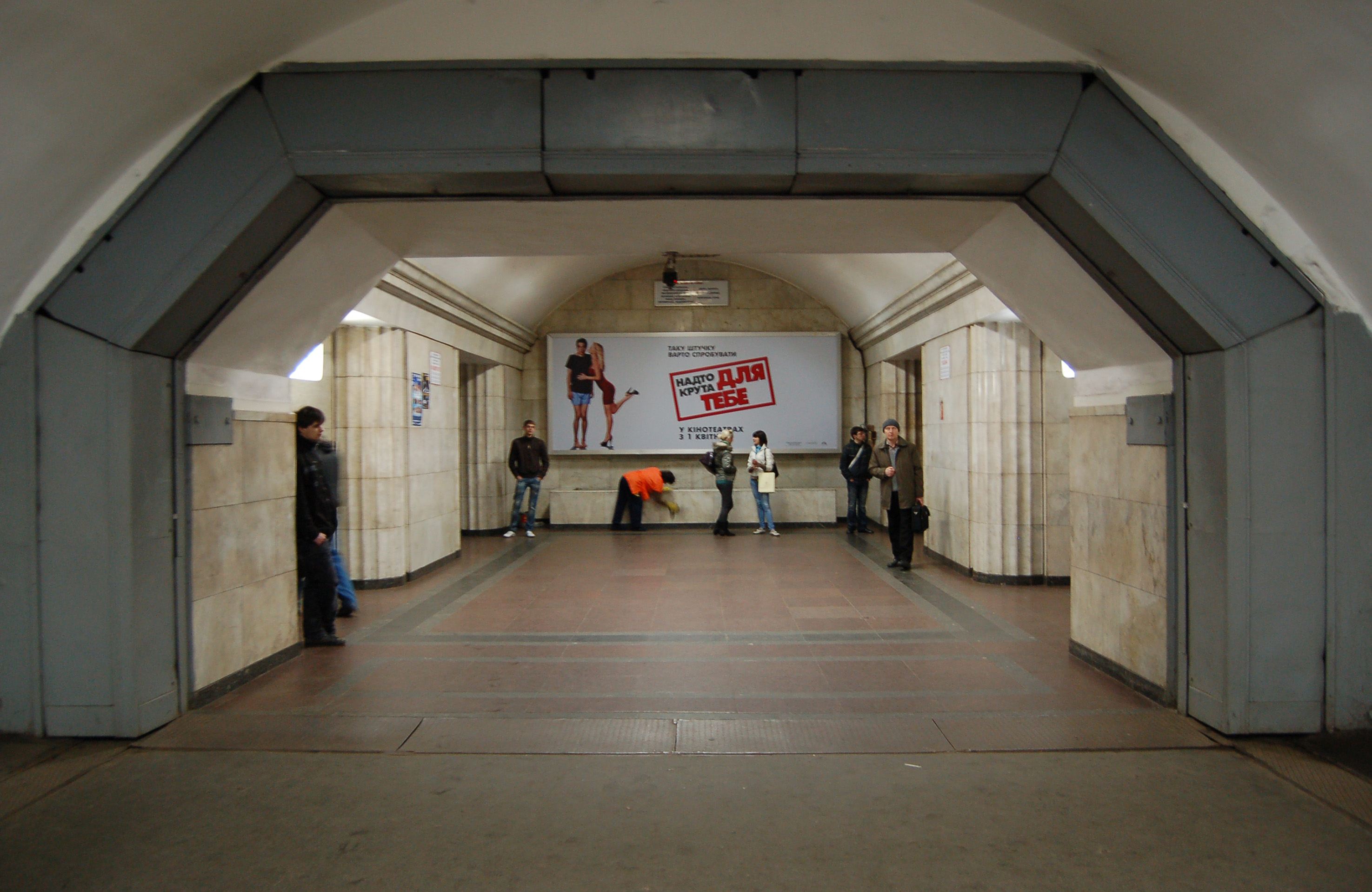
Станція метро «Арсенальна»
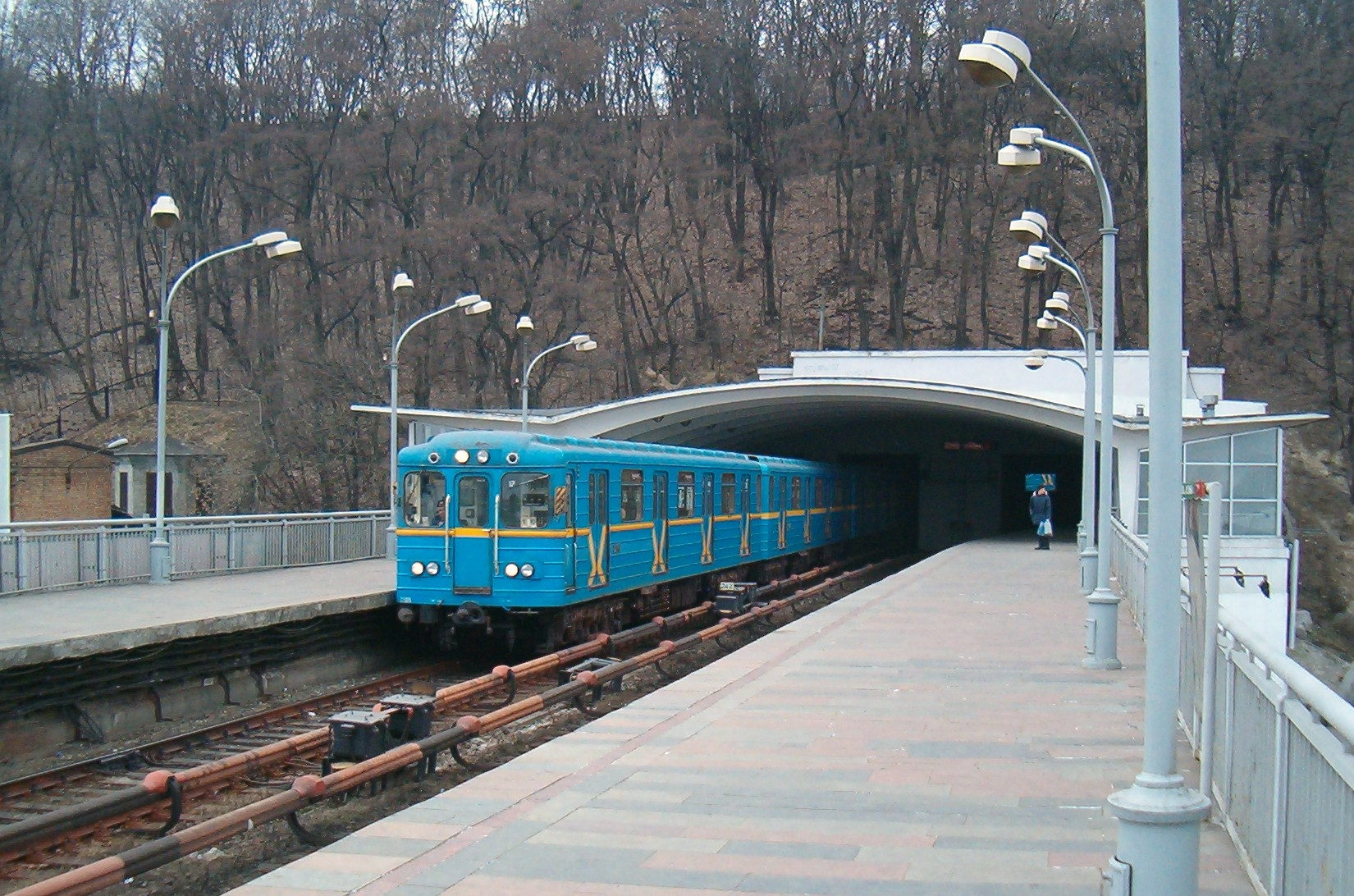
Станція метро «Дніпро»
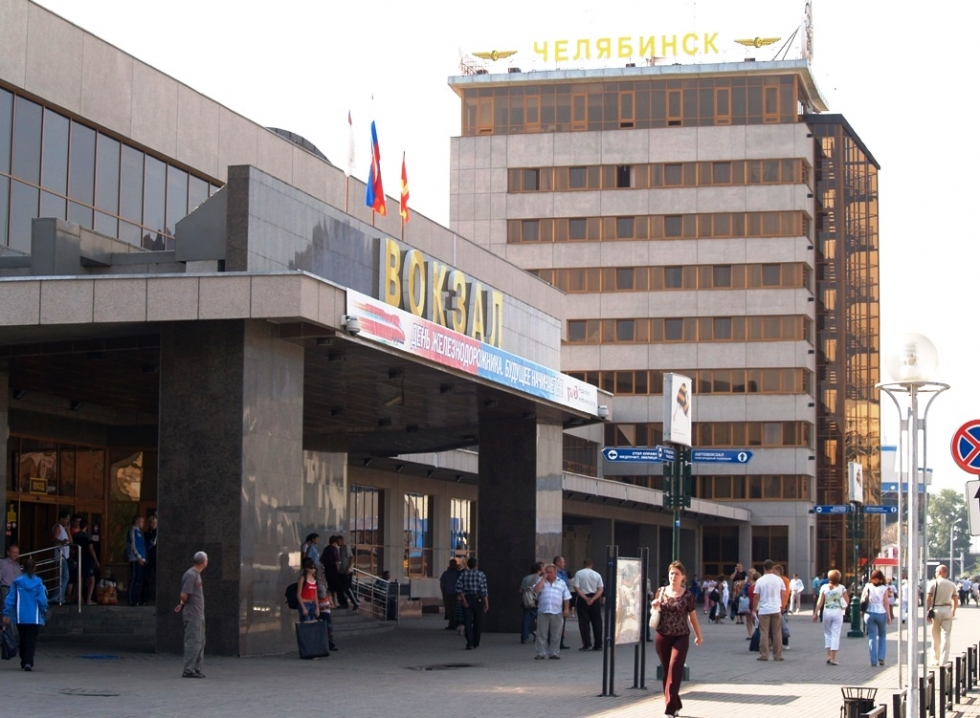
Автобусно-залізничний вокзал Челябінська